# Ghimpați
Ghimpați is een Roemeense gemeente in het district Giurgiu.
Ghimpați telt 5625 inwoners.